# 秦霍人

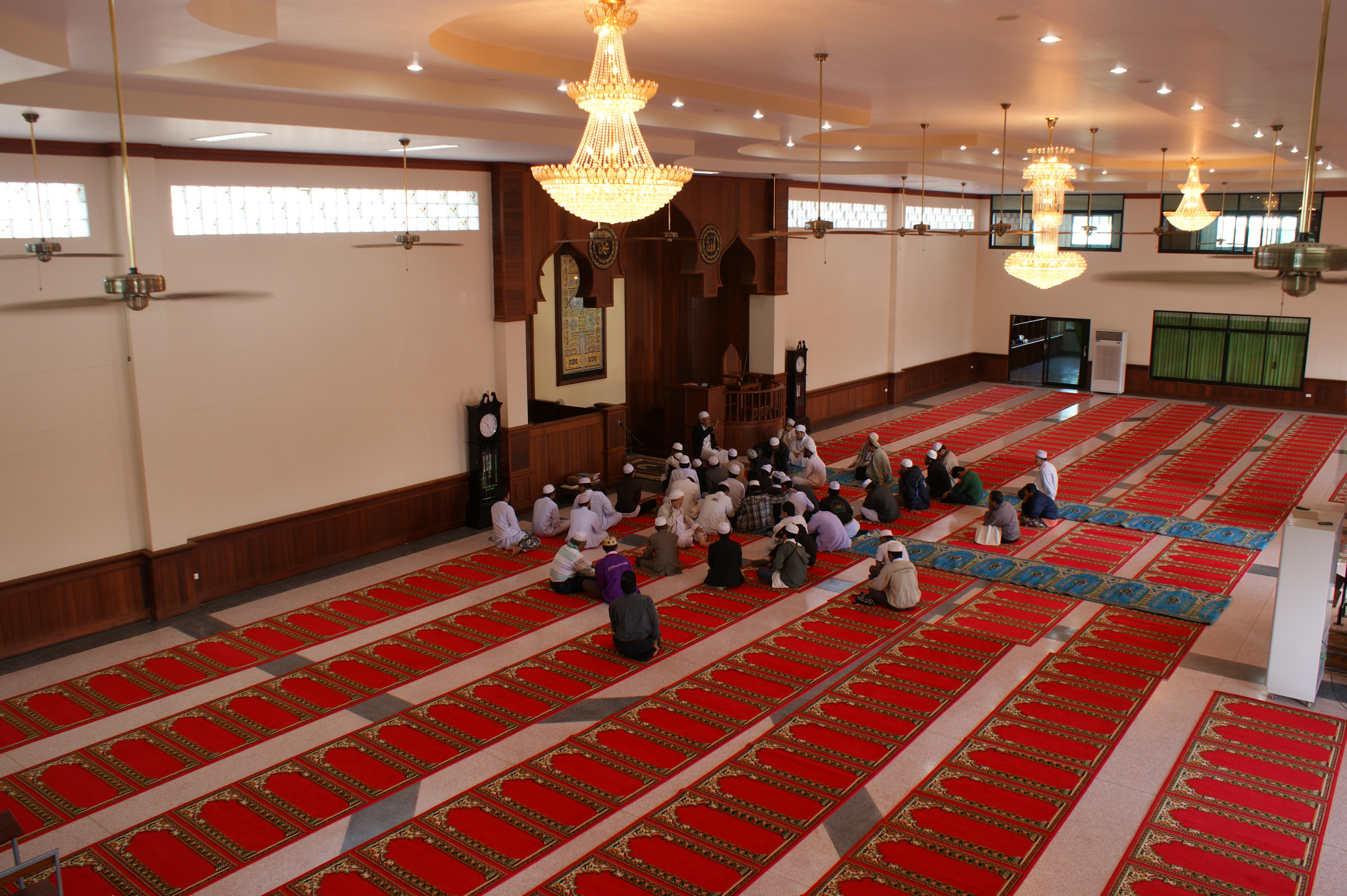
清萊府雲南清真寺內的秦霍穆斯林

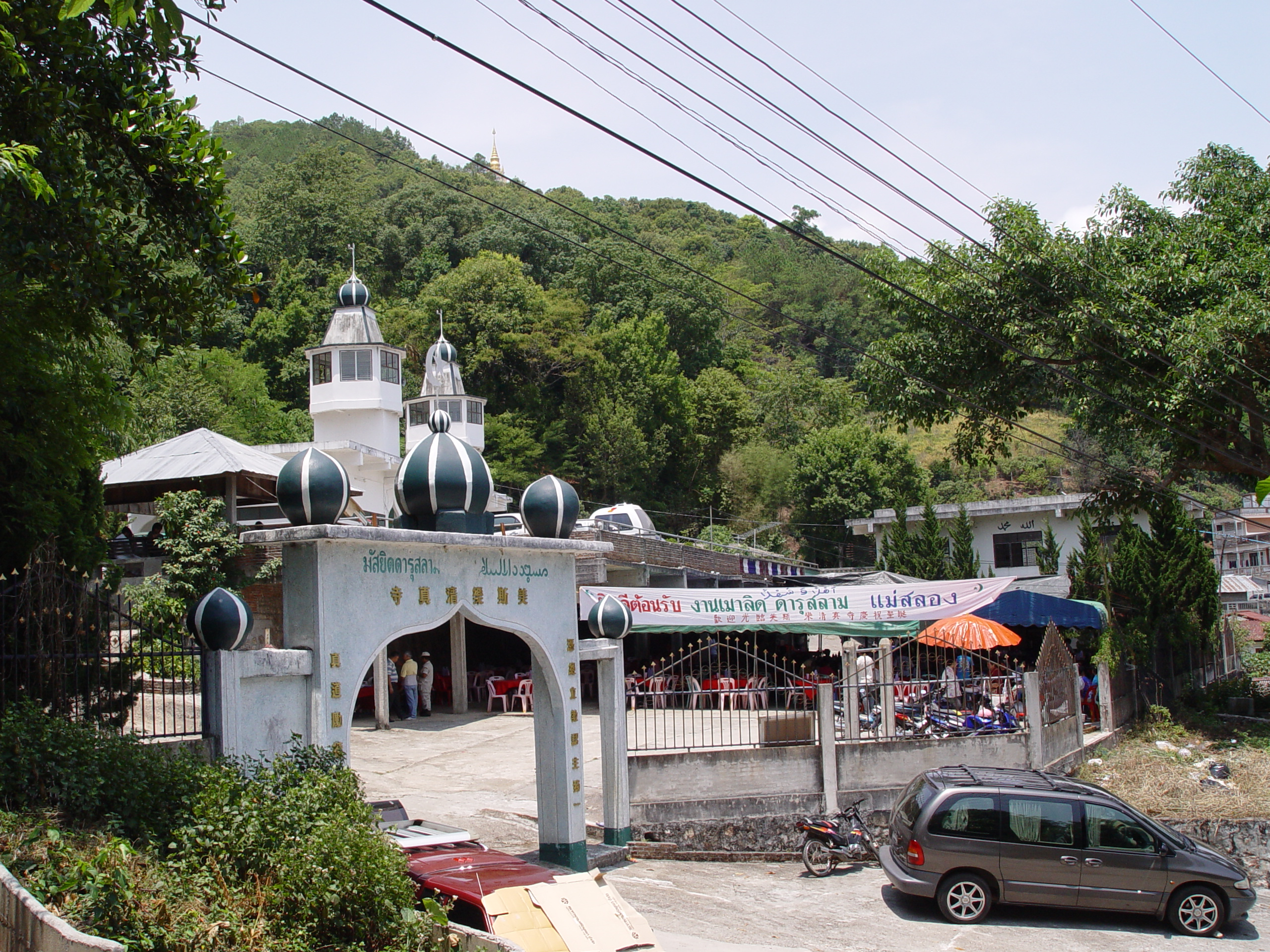
清莱美斯乐的一个秦和清真寺

秦霍人，今日慣稱泰國雲南人，是指历史上从中国云南经缅甸或老挝迁移到泰国的汉族和回族移民及其後裔。由于云南回族马帮商人前往泰北的时间最早，商贸活动最频繁，移居时间最早，所占人数最多，因此西方文献和今天泰语中惯称的所谓“秦和人”，主要专指云南籍回族穆斯林。

## 宗教
在秦霍人中，大部分汉族信仰中國民間信仰或佛教，而回族则信仰伊斯兰教。